# Kortstaartnachtzwaluw
De kortstaartnachtzwaluw (Lurocalis semitorquatus) is een vogel uit de familie Caprimulgidae (nachtzwaluwen).

## Verspreiding en leefgebied
Deze soort komt wijdverspreid voor in Midden- en Zuid-Amerika en telt vier ondersoorten:
- L. s. stonei: van zuidoostelijk Mexico tot noordoostelijk Nicaragua.
- L. s. semitorquatus: van noordelijk Colombia tot de Guiana's en noordelijk Brazilië en  Trinidad en Tobago.
- L. s. schaeferi: Aragua (noordwestelijk Venezuela).
- L. s. nattererii: van het Amazonebekken ten zuiden van de Amazonerivier tot noordelijk Argentinië.

## Externe link

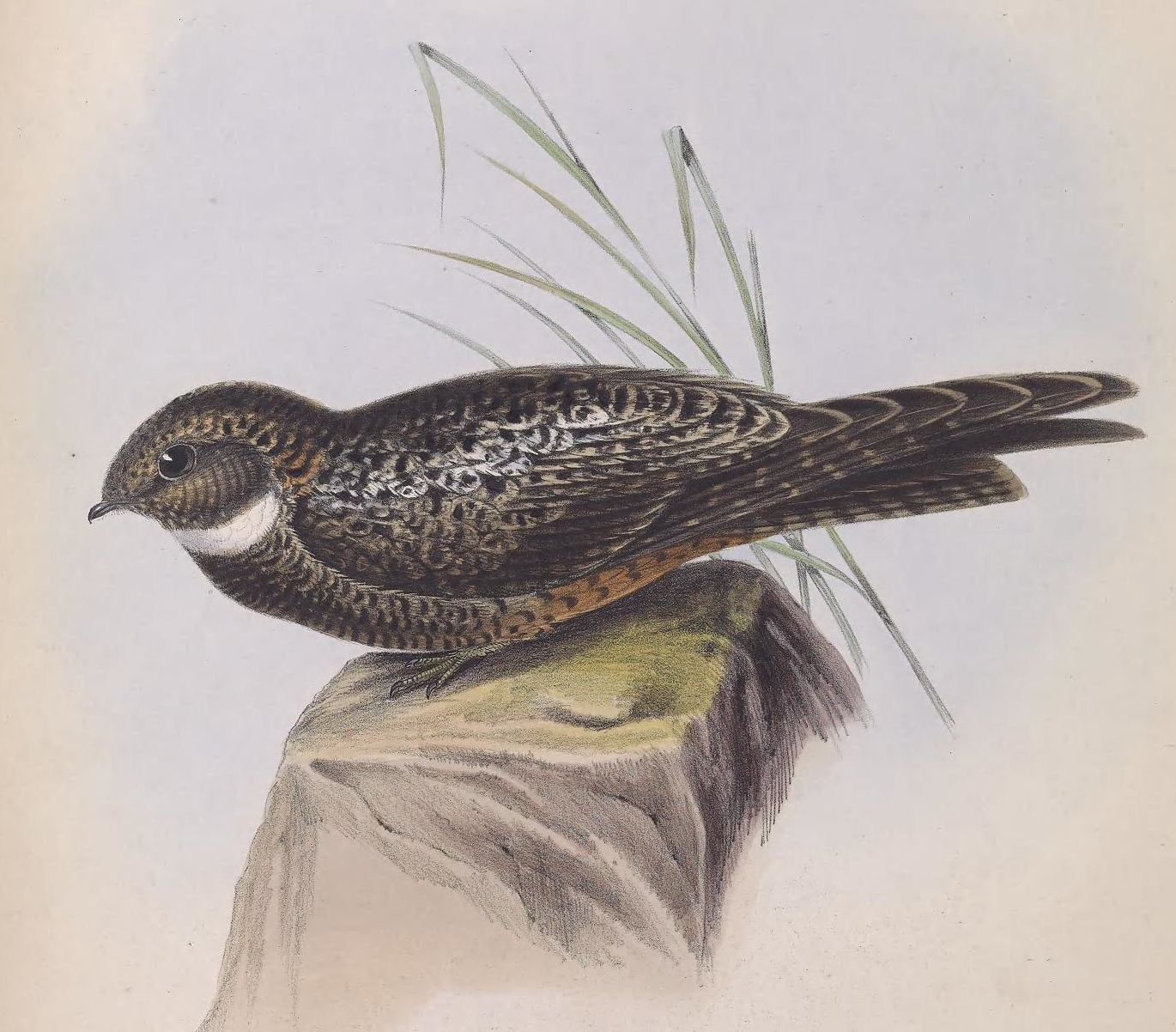